# ريج توماس
ريج توماس (بالإنجليزية: Reg Thomas)‏ (2 يناير 1912 في المملكة المتحدة - 1983) هو لاعب كرة قدم بريطاني (وحمل سابقاً جنسية المملكة المتحدة لبريطانيا العظمى وأيرلندا) في مركز الدفاع. لعب مع نادي ساوثهامبتون ونادي مارغيت ونادي باث سيتي وSittingbourne F.C. ‏ ونادي فوكستون ونادي غيلفورد سيتي.